# Подозеренка
Подозере́нка — упразднённая деревня в Глазуновском районе Орловской области России.

## Название
Другое название — Подзеренка, на старых картах — Озеренка. Все ойконимы происходят от названия реки Озерна, которая на некоторых картах называется также Зерна (местные жители предпочитают усеченный вариант названия реки и деревни).

## География
Находилась у реки Озерна

## Памятные места, достопримечательности
В деревне расположена братская могила воинов стрелковых дивизий, погибших в Великую Отечественную войну в близлежащих деревнях — Вознесенка, Кукуевка, Латыши, Лобановка, Орлова Дача, Гнилуша. Перезахоронение было произведено в 1958 году. На могиле установлен памятник в виде фигуры воина и мемориальные плиты, на которых указаны 35 известных имён погибших.
Список воинов, похороненных в братской могиле в деревне Подозеренка: майор Батраков Иван Константинович, младший сержант Бредихин Анатолий Иосифович (погиб 25 июля 1943), рядовой Михаил Спиридонович Быков (1904 — 26 августа 1943), рядовой 74 СД Войтко Мирон Константинович (1904 — 26 июля 1943), сержант 89555 ПП Волков Василий Моисеевич (погиб 26 июля 1943), рядовой 24272 ПП Востриков Николай Иосифович (погиб 26 июля 1943), рядовой 70504 ПП Горожанкин Евдоким Дмитриевич (погиб 26 июля 1943), рядовой [?] 70504 ПП Гритчин Михаил Григорьевич (погиб 26 июля 1943), рядовой Дзагуров Мухарбек Сламбекович (погиб 26 июля 1943).